# Villard-sur-Doron
Villard-sur-Doron là một xã thuộc tỉnh Savoie trong vùng Auvergne-Rhône-Alpes ở đông nam nước Pháp.